# Ritmo (Bad Boys for Life)
"Ritmo (Bad Boys for Life)" é uma música do grupo estadunidense Black Eyed Peas e do cantor colombiano J Balvin, lançado pela Epic Records em 10 de outubro de 2019, como o primeiro trecho da trilha sonora do filme Bad Boys for Life de 2020.
A música é caracterizada pela presença de uma amostra da música "The Rhythm of the Night" da banda italiana Corona.

## Vídeo musical
O vídeo oficial da música foi lançado no YouTube em 10 de outubro de 2019, no canal oficial do Black Eyed Peas e recebeu 130 milhões de visualizações em apenas três semanas.

## Desempenho nas paradas musicais
| Tabela musical (2019)                             | Maior posição |
| ------------------------------------------------- | ------------- |
| Alemanha (Offizielle Deutsche Charts)             | 75            |
| Argentina (Argentina Hot 100)                     | 11            |
| Bélgica (Ultratip Bubbling Under de Flandres)     | 17            |
| Bélgica (Ultratip Bubbling Under da Valônia)      | 13            |
| Canadá (Canadian Hot 100)                         | 89            |
| Espanha (PROMUSICAE)                              | 2             |
| Estados Unidos (Billboard Dance/Electronic Songs) | 6             |
| Estados Unidos (Billboard Hot Latin Songs)        | 15            |
| França (SNEP)                                     | 135           |
| Irlanda (IRMA)                                    | 99            |
| Itália (FIMI)                                     | 7             |
| Portugal (AFP)                                    | 66            |
| Suécia (Sverigetopplistan)                        | 4             |
| Suíça (Schweizer Hitparade)                       | 17            |